# Học viện Quốc gia Hành chánh
Học viện Quốc gia Hành chánh là cơ sở giáo dục của Việt Nam Cộng hòa, tiền thân là Trường Quốc gia Hành chánh ở Đà Lạt thành lập từ năm 1952 thời Quốc gia Việt Nam đến năm 1955 thì chuyển về Sài Gòn dưới tên Học viện Quốc gia Hành chánh. Cơ sở này đặt trọng tâm vào việc đào tạo nhân viên hành chánh cao cấp cho chính phủ Việt Nam Cộng hòa.

## Lịch sử

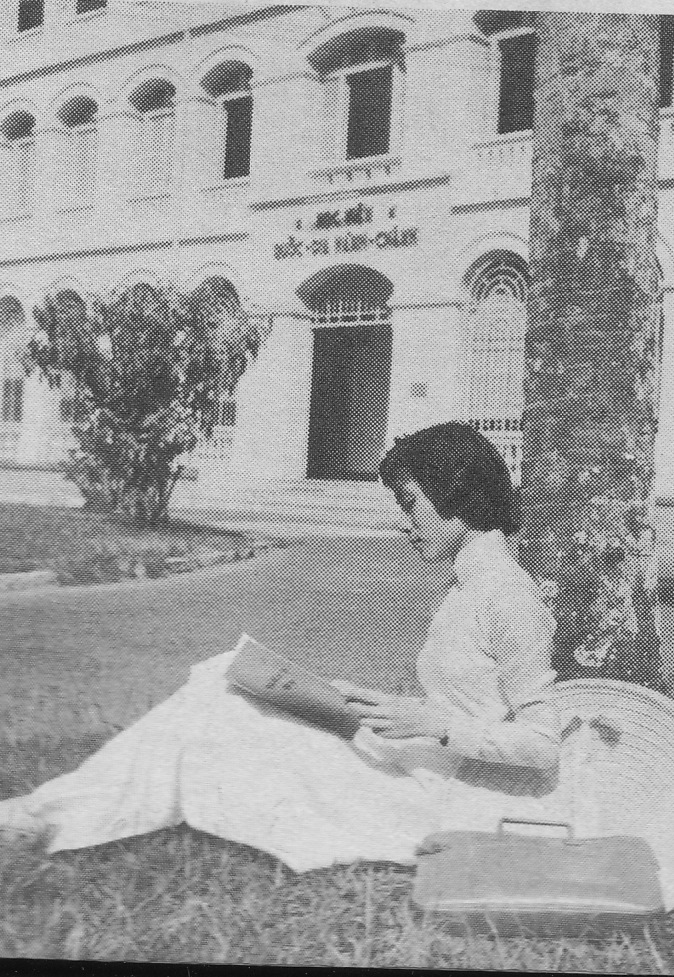
Mặt tiền Học viện Quốc gia Hành chánh trên đường Alexandre de Rhodes, Sài Gòn

Trường Quốc gia Hành chánh được Quốc trưởng Bảo Đại ký sắc luật thành lập ngày 07 tháng 04 năm 1952. Hạt nhân của Trường lúc đầu là Trường Đại học Luật khoa ở Hà Nội với một bộ phận dời lên Đà Lạt. Trường lúc đó thuộc Bộ Quốc gia Giáo dục với học trình hai năm nhưng sau giao cho Phủ Thủ tướng rồi Phủ Tổng thống. Năm 1955, sau khi thành lập nước Việt Nam Cộng hòa, Trường chuyển về Sài Gòn đặt ở đường Alexandre de Rhodes gần Dinh Độc Lập rồi lại dời về số 10 đường Trần Quốc Toản, Quận 3, vào năm 1958. Cơ sở vật chất gồm có giảng đường 500 chỗ, ký túc xá cho 114 sinh viên, thư viện với hơn 100.000 văn bản, nhà sinh hoạt, sân quần vợt, sân bóng chuyền. Trụ sở mới còn có nguồn nước giếng riêng và máy phát điện. Việc thành lập trường do Đại học Tiểu bang Michigan/Michigan State University(MSU) trợ giúp trong việc soạn giáo trình. Kho sách của trường được coi là một trong những thư viện lớn nhất của Việt Nam Cộng hòa.

## Đào tạo
| Sĩ số Quốc Gia Hành Chánh | Sĩ số Quốc Gia Hành Chánh |
| Niên học                  | Số học viên               |
| ------------------------- | ------------------------- |
| 1955                      | 97                        |
| 1962-3                    | 283                       |

Chương trình học chia thành ba ban: 
1. Tham sự hai năm,
2. Đốc sự/Giám sự ba năm rưỡi
3. Cao học.

### Tham sự
Tham sự là chương trình hai năm ngay tại Học viện Quốc gia Hành chánh. Có tất cả năm khóa Tham sự(mỗi khóa 100 sinh viên) và một khóa Tham Sự Đặc biệt dành cho các sắc tộc thiểu số như người Thượng, người Việt gốc Miên và người Chàm.

### Đốc sự/Giám sự
Đốc sự hay Giám sự là hai chức danh phân biệt ban hành chánh (Đốc sự) và ban kinh tế (Giám sự). Kể từ năm 1963 thì gộp lại chỉ còn Ban Đốc sự. Kể từ ngày thành lập Học viện Quốc gia Hành chánh đến 1975, có tất cả 22 khóa Đốc sự (mỗi khóa có 100 sinh viên được thi tuyển vào), học trình là ba năm sáu tháng. Năm đầu tiên học lý thuyết tại Học viện; năm thứ hai được đi thực tập tại các địa phương (các tỉnh và Đô thành Sài Gòn); năm thứ ba thì về lại Học viện học lý thuyết (hành chánh, tài chánh, xã hội, ngoại giao, toán, kinh tế). Sau năm thứ ba, sinh viên có 06 tháng đi thực tập tại các bộ ở Trung ương và chọn một đề tài luận văn tốt nghiệp. Sau kỳ thi ra trường, sinh viên trở thành công chức hạng A với ngạch trật phó đốc sự hạng 03 và được cử đi làm việc theo nhu cầu bao gồm Bộ Nội vụ (cho các tỉnh và quận) tùy nhu cầu. Sinh viên mới ra trường được đề cử làm:
1. Phó Quận trưởng (tại các quận)
2. Trưởng ty (tại Tòa Hành chánh Tỉnh) hay
3. Phó Tỉnh Trưởng (Tòa Hành chánh Tỉnh).

Tại các Bộ chuyên môn ở Trung ương thì Đốc sự có thể kiêm nhiệm Chủ sự các Phòng, Chánh sự vụ các Sở, hay Giám đốc các Nha.

### Cao học
Sinh viên Cao học là hai năm đào tạo thêm dành cho sinh viên đã tốt nghiệp Đốc sự hoặc có bằng cử nhân các ngành học về khoa học xã hội. Cho đến năm 1975 có tất cả tám khóa Cao học(cả Ngoại giao).
Các môn học gồm những kiến thức như Soạn thảo Công văn, Kế toán Thương mại, Định chế Chính trị, Luật Hành chánh, Quốc tế Công pháp, Luật Hiến pháp, Xã hội học và cả Huấn luyện Quân sự tại các Trung tâm Huấn luyện Đồng Đế Nha Trang, Quang Trung, và Thủ Đức.

## Hiện tại
Sau khi thống nhất đất nước năm 1975, Học viện Quốc gia Hành chánh bị giải thể. Trường sở được chính quyền mới trưng dụng thành Học viện Hành chính Quốc gia phân viện Thành phố Hồ Chí Minh. Địa chỉ hiện nay là số 10 đường Ba Tháng Hai, Quận 10 Thành phố Hồ Chí Minh.

## Nhân vật
- Nguyễn Văn Bông: Viện trưởng (1963-1971)
- Nghiêm Đằng: Phó viện trưởng
- Nguyễn Bá Cẩn: Thủ tướng Việt Nam Cộng hòa
- Nguyễn Châu: Nhạc sĩ cổ nhạc
- Nguyễn Ngọc Huy: Giáo sư, sau khi ra Hải ngoại làm Giáo sư phụ khảo ở Viện Đại học Harvard.[8]
- Đỗ Tiến Đức: Nhà văn, Nhà làm phim
- Từ Công Phụng: Nhạc sĩ
- Tạ Nghi Lễ: Thi sĩ